# ピクサー・ショート・フィルム Vol.2
 『ピクサー・ショート・フィルム Vol.2』は、2007年の『ピクサー・ショート・フィルム Vol.1』および1996年の『Tiny Toy Stories』に続く、2012年に発売されたピクサーアニメーション短編映画のオムニバス形式のDVDおよびブルーレイである。 2007年から2012年に公開された12本の短編を収録しており、特典としてピクサーの監督の学生時代の映画が含まれている。Vol.2は2012年11月13日にウォルト・ディズニー・スタジオ・ホーム・エンターテインメントによって販売さた。その後、2018年11月13日に『ピクサー・ショート・フィルム Vol.3』が発売されている。 

## 収録内容

### 短編アニメーション（本編）
1. マジシャン・プレスト（原題：Presto）：『ウォーリー』劇場公開時同時上映・アカデミー賞短編アニメーション賞ノミネート作品
2. バーニー（原題：BURN-E）：『ウォーリー』BD&DVD 用オリジナル短編アニメーション
3. 晴れときどきくもり（原題：Partly Cloudy）：『カールじいさんの空飛ぶ家』劇場公開時同時上映
4. ダグの特別な1 日（原題：Dug's Special Mission）：『カールじいさんの空飛ぶ家』BD&DVD用オリジナル短編アニメーション
5. ジョージとAJ（原題：George & A.J.）： 日本初公開作品・『カールじいさんの空飛ぶ家』米国公開時に米国のiTunes限定で展開
6. デイ＆ナイト（原題：Day & Night）：『トイ・ストーリー3』劇場公開時同時上映・アカデミー賞短編アニメーション賞ノミネート作品
7. ハワイアン・バケーション（原題：Hawaiian Vacation）：『カーズ2』劇場公開時同時上映
8. 飛行機メーター（原題：Air Mater）：『カーズ2』BD&DVD収録
9. ニセものバズがやって来た（原題：Small Fry）：『メリダとおそろしの森』日本劇場公開時同時上映、 BD/DVDには初収録
10. タイムトラベルメーター（原題：Time Travel Mater）：BD/DVDには初収録
11. 月と少年（原題：La Luna）：『メリダとおそろしの森』劇場公開時同時上映・アカデミー賞短編アニメーション賞ノミネート作品

### ボーナス・コンテンツ
特典として、ピクサー監督のジョン・ラセター、アンドリュー・スタントン 、ピート・ドクターによる学生時代の映画が含まれている。いずれも監督が学生時代に制作したアニメーション作品であり、日本初公開である。
1. 悪夢（原題：Nightmare）：ジョン・ラセター監督
2. レディ・アンド・ザ・ランプ（原題：The Lady & the Lamp）：ジョン・ラセター監督
3. 北極のどこか（原題：Somewhere in the Arctic）：アンドリュー・スタントン監督
4. ある物語（原題：A Story）：アンドリュー・スタントン監督
5. 冬の光景（原題：Winter）：ピート・ドクター監督
6. パーム・スプリングス（原題：Palm Springs）：ピート・ドクター監督
7. 隣人（原題：Next Door）：ピート・ドクター監督